# Magistr farmacie
Magistr farmacie (z lat. pharmaciae magister, zkratka PhMr. či Mag. Ph. psaná před jménem) je akademický titul, který byl v minulosti udělován absolventům vysokoškolského studia farmacie. V současné době je udělován titul magistr (Mgr.), po dodatečném rigorózním řízení je možné případně získat titul doktor farmacie (PharmDr., tzv. malý doktorát). Všechny tyto uvedené formální kvalifikace jsou pak na stejné, magisterské úrovni vysokoškolského vzdělání (7 v ISCED, master's degree), přičemž případnou vyšší kvalifikaci pak bylo možno od roku 1953 získat v rámci vědecké výchovy (kandidát věd, CSc.), v současnosti je pak možné vyšší kvalifikaci (8 v ISCED, doctor's degree) získat v rámci doktorského studia (doktor, Ph.D., tzv. velký doktorát).

## Historie
Titul vychází se středověkého titulu magistr (mistr) a zatímco u ostatních vysokoškolských oborů se postupně přešlo k titulům doktorským (MUDr., PhDr. apod.), farmaceutům magisterský titul zůstal. Farmacie se původně studovala na filozofických fakultách, po oddělení fakult přírodovědeckých zde a po roce 1948 byla přesunuta na fakulty lékařské. Studium trvalo čtyři roky a po úspěšném absolvování dvou státních zkoušek býval udělován titul magistra farmacie. Už tehdy také bylo umožněno získat po následném rigorózním řízení titul doktora farmacie.